# Мигел Алеман, Ла Досе (Ермосиљо)
Мигел Алеман, Ла Досе (шп. Miguel Alemán, La Doce) насеље је у Мексику у савезној држави Сонора у општини Ермосиљо. Насеље се налази на надморској висини од 67 м.

## Становништво
Према подацима из 2010. године у насељу је живело 30869 становника.

### Хронологија
| Година       | 2000                  | 2005                  | 2010                  |
| ------------ | --------------------- | --------------------- | --------------------- |
| Становништво | 22505 (11568 / 10937) | 25738 (13118 / 12620) | 30869 (15995 / 14874) |

### Попис
| \| \| м \| \| \| ж \| \| 0—2 \| 1.170 \| \| \| 1.122 \| \| 3—5 \| 1.182 \| \| \| 1.128 \| \| 6—11 \| 2.238 \| \| \| 2.106 \| \| 12—14 \| 1.066 \| \| \| 1.003 \| \| 15—17 \| 1.100 \| \| \| 1.066 \| \| 18—24 \| 2.154 \| \| \| 1.962 \| \| 60+ \| 1.075 \| \| \| 784 \| \| Просек : \| 26,2 \| \| \| 25,6 \| |       |  |  |       |
| |       |  |  |       |
| | м     |  |  | ж     |
| 0—2 | 1.170 |  |  | 1.122 |
| 3—5 | 1.182 |  |  | 1.128 |
| 6—11 | 2.238 |  |  | 2.106 |
| 12—14 | 1.066 |  |  | 1.003 |
| 15—17 | 1.100 |  |  | 1.066 |
| 18—24 | 2.154 |  |  | 1.962 |
| 60+ | 1.075 |  |  | 784   |
| Просек : | 26,2  |  |  | 25,6  |

| #   | Индикатор                                                                                        | Вредност |
| --- | ------------------------------------------------------------------------------------------------ | -------- |
| 1   | Становништво од 0 до 2 године                                                                    | 2292     |
| 2   | Мушко становништво од 0 до 2 године                                                              | 1170     |
| 3   | Женско становништво од 0 до 2 године                                                             | 1122     |
| 4   | Становништво са 3 и више година                                                                  | 28542    |
| 5   | Мушко становништво са 3 и више година                                                            | 14808    |
| 6   | Женско становништво са 3 и више година                                                           | 13734    |
| 7   | Становништво са 5 и више година                                                                  | 26949    |
| 8   | Мушко становништво са 5 и више година                                                            | 13989    |
| 9   | Женско становништво са 5 и више година                                                           | 12960    |
| 10  | Становништво са 12 и више година                                                                 | 21888    |
| 11  | Мушко становништво са 12 и више година                                                           | 11388    |
| 12  | Женско становништво са 12 и више година                                                          | 10500    |
| 13  | Становништво са 15 и више година                                                                 | 19819    |
| 14  | Мушко становништво са 15 и више година                                                           | 10322    |
| 15  | Женско становништво са 15 и више година                                                          | 9497     |
| 16  | Становништво са 18 и више година                                                                 | 17653    |
| 17  | Мушко становништво са 18 и више година                                                           | 9222     |
| 18  | Женско становништво са 18 и више година                                                          | 8431     |
| 19  | Становништво од 3 до 5 година                                                                    | 2310     |
| 20  | Мушко становништво од 3 до 5 година                                                              | 1182     |
| 21  | Женско становништво од 3 до 5 година                                                             | 1128     |
| 22  | Становништво од 6 до 11 година                                                                   | 4344     |
| 23  | Мушко становништво од 6 до 11 година                                                             | 2238     |
| 24  | Женско становништво од 6 до 11 година                                                            | 2106     |
| 25  | Становништво од 8 до 14 година                                                                   | 4939     |
| 26  | Мушко становништво од 8 до 14 година                                                             | 2536     |
| 27  | Женско становништво од 8 до 14 година                                                            | 2403     |
| 28  | Становништво од 12 до 14 година                                                                  | 2069     |
| 29  | Мушко становништво од 12 до 14 година                                                            | 1066     |
| 30  | Женско становништво од 12 до 14 година                                                           | 1003     |
| 31  | Становништво од 15 до 17 година                                                                  | 2166     |
| 32  | Мушко становништво од 15 до 17 година                                                            | 1100     |
| 33  | Женско становништво од 15 до 17 година                                                           | 1066     |
| 34  | Становништво од 18 до 24 године                                                                  | 4116     |
| 35  | Мушко становништво од 18 до 24 године                                                            | 2154     |
| 36  | Женско становништво од 18 до 24 године                                                           | 1962     |
| 37  | Женско становништво од 15 до 49 година                                                           | 7789     |
| 38  | Становништво са 60 и више година                                                                 | 1859     |
| 39  | Мушко становништво са 60 и више година                                                           | 1075     |
| 40  | Женско становништво са 60 и више година                                                          | 784      |
| 41  | Однос између мушкараца и жена                                                                    | 107.54   |
| 42  | Становништво од нуле до 14 година                                                                | 11015    |
| 43  | Становништво од 15 до 64 године                                                                  | 18568    |
| 44  | Становништво од 65 година и више                                                                 | 1251     |
| 45  | Просечан број деце                                                                               | 2.77     |
| 46  | Становништво рођено у ентитету                                                                   | 20444    |
| 47  | Мушко становништво рођено у ентитету                                                             | 10478    |
| 48  | Женско становништво рођено у ентитету                                                            | 9966     |
| 49  | Становништво рођено у другом ентитету                                                            | 10210    |
| 50  | Мушко становништво рођено у другом ентитету                                                      | 5394     |
| 51  | Женско становништво рођено у другом ентитету                                                     | 4816     |
| 52  | Становништво од 5 година и више резидентно у ентитету у јуну 2005. године                        | 24933    |
| 53  | Мушко становништво старосног доба од 5 година и више, резидентно у ентитету у јуну 2005. године  | 12806    |
| 54  | Женско становништво старосног доба од 5 и више година, резидентно у ентитету у јуну 2005. године | 12127    |
| 55  | Становништво од 5 година и више које је живело у другом ентитету у јуну 2005. године             | 1548     |
| 56  | Мушко становништво старије од 5 година које је живело у другом ентитету у јуну 2005. године      | 859      |
| 57  | Женско становништво старије од 5 година које је живело у другом ентитету у јуну 2005. године     | 689      |
| 58  | Становништво од 3 године и више које говори аутохтони језик                                      | 2141     |
| 59  | Мушко становништво старо 3 године и више које говори аутохтони језик                             | 1109     |
| 60  | Женско становништво старо 3 године и више које говори аутохтони језик                            | 1032     |
| 61  | Становништво од 3 године и више које говори аутохтони језик и не говори шпански језик            | 107      |
| 62  | Мушко становништво старо 3 године и више које говори аутохтони језик и не говори шпански         | 34       |
| 63  | Женско становништво старо 3 године и више које говори аутохтони језик и не говори шпански језик  | 73       |
| 64  | Становништво старо 3 године и више које говори аутохтони језик и шпански                         | 1956     |
| 65  | Мушко становништво старо 3 године и више које говори аутохтони језик и шпански                   | 1035     |
| 66  | Женско становништво старо 3 године и више које говори аутохтони језик и шпански                  | 921      |
| 67  | Становништво од 5 година и више које говори аутохтони језик                                      | 2050     |
| 68  | Становништво од 5 година и више које говори аутохтони језик и не говори шпански језик            | 93       |
| 69  | Становништво од 5 година и више које говори аутохтони језик и говори шпански језик               | 1884     |
| 70  | Становништво у домородачким домаћинствима                                                        | 3767     |
| 71  | Становништво са ограничењима у активностима                                                      | 2256     |
| 72  | Становништво са ограниченим ходањем или кретањем, горе или доле                                  | 900      |
| 73  | Становници са ограничењима вида, чак и уз кориштење сочива                                       | 1093     |
| 74  | Становништво са ограничењима говора, комуникације или конверзације                               | 179      |
| 75  | Становништво са ограниченим слухом                                                               | 214      |
| 76  | Становништво са ограничењима при одевању, купању или јелу                                        | 71       |
| 77  | Становништво са ограничењима у опажању или учењу једноставних ствари                             | 84       |
| 78  | Становништво са менталним ограничењима                                                           | 164      |
| 79  | Становништво без ограничења активности                                                           | 28461    |
| 80  | Становништво од 3 до 5 година које не похађа школу                                               | 1738     |
| 81  | Мушко становништво од 3 до 5 година које не похађа школу                                         | 898      |
| 82  | Женско становништво од 3 до 5 година које не похађа школу                                        | 840      |
| 83  | Становништво од 6 до 11 година које не похађа школу                                              | 398      |
| 84  | Мушко становништво од 6 до 11 година које не похађа школу                                        | 228      |
| 85  | Женско становништво од 6 до 11 година које не похађа школу                                       | 170      |
| 86  | Становништво од 12 до 14 година које не похађа школу                                             | 381      |
| 87  | Мушко становништво од 12 до 14 година које не похађа школу                                       | 206      |
| 88  | Женско становништво од 12 до 14 година које не похађа школу                                      | 175      |
| 89  | Становништво од 15 до 17 година похађа школу                                                     | 969      |
| 90  | Мушко становништво од 15 до 17 година похађа школу                                               | 484      |
| 91  | Женско становништво између 15 и 17 година живота у школи                                         | 485      |
| 92  | Становништво од 18 до 24 године похађа школу                                                     | 398      |
| 93  | Мушко становништво од 18 до 24 године похађа школу                                               | 182      |
| 94  | Женско становништво од 18 до 24 године похађа школу                                              | 216      |
| 95  | Становништво од 8 до 14 година које не може да чита и пише                                       | 422      |
| 96  | Мушко становништво старосног доба од 8 до 14 година које не може да чита и пише                  | 249      |
| 97  | Женско становништво старосног доби од 8 до 14 година које не може да чита и пише                 | 173      |
| 98  | Становништво од 15 година и више које је неписмено                                               | 2407     |
| 99  | Мушко становништво од 15 година и више које је неписмено                                         | 1134     |
| 100 | Женско становништво од 15 година и више које је неписмено                                        | 1273     |
| 101 | Становништво старо 15 и више година без школовања                                                | 2783     |
| 102 | Мушко становништво старо 15 и више година без школовања                                          | 1407     |
| 103 | Женско становништво старо 15 и више година без школовања                                         | 1376     |
| 104 | Становништво старосног доба 15 и више година са непотпуним основним образовањем                  | 4960     |
| 105 | Мушко становништво старосног доба од 15 година и више са непотпуном основним образовањем         | 2602     |
| 106 | Женско становништво старосног доба 15 и више година са непотпуном основним образовањем           | 2358     |
| 107 | Становништво старо 15 и више година са комплетним основним образовањем                           | 3858     |
| 108 | Мушко становништво старо 15 година и више са комплетним основним образовањем                     | 1980     |
| 109 | Женско становништво старо 15 и више година са комплетним основним образовањем                    | 1878     |
| 110 | Становништво старосног доба 15 и више година са непотпуним средњим образовањем                   | 1574     |
| 111 | Мушко становништво старосног доба од 15 година и више са непотпуним средњим образовањем          | 880      |
| 112 | Женско становништво старосног доба од 15 година и више са непотпуним средњим образовањем         | 694      |
| 113 | Становништво старо 15 и више година са пуним секундарном образовањем                             | 3762     |
| 114 | Мушко становништво старосног доба од 15 година и више са пуним секундарном образовањем           | 1966     |
| 115 | Женско становништво старосног доба од 15 година и више са пуним секундарном образовањем          | 1796     |
| 116 | Становништво старије од 18 година са постосновним образовањем                                    | 2402     |
| 117 | Мушко становништво старије од 18 година са постосновним образовањем                              | 1262     |
| 118 | Женско становништво старије од 18 година са постосновним образовањем                             | 1140     |
| 119 | Просечна оцена школовања                                                                         | 5.98     |
| 120 | Просечан ниво образовања мушке популације                                                        | 6        |
| 121 | Просечан ниво образовања женског становништва                                                    | 5.96     |
| 122 | Економски активно становништво                                                                   | 12452    |
| 123 | Економски активна мушка популација                                                               | 8744     |
| 124 | Економски активна женска популација                                                              | 3708     |
| 125 | Становништво које није економски активно                                                         | 9339     |
| 126 | Мушко становништво које није економски активно                                                   | 2566     |
| 127 | Женско становништво које није економски активно                                                  | 6773     |
| 128 | Запослено становништво                                                                           | 12000    |
| 129 | Запослено мушко становништво                                                                     | 8405     |
| 130 | Запослено женско становништво                                                                    | 3595     |
| 131 | Незапослена популација                                                                           | 452      |
| 132 | Незапослена мушка популација                                                                     | 339      |
| 133 | Незапослена женска популација                                                                    | 113      |
| 134 | Становништво без права на здравствене услуге                                                     | 10017    |
| 135 | Становништво које има право на здравствене услуге                                                | 20763    |
| 136 | Становништво које има право на ИМСС                                                              | 7601     |
| 137 | Становништво које има право на социјално осигурање                                               | 500      |
| 138 | Становништво које има право на државно социјално осигурање                                       | 227      |
| 139 | Становништво које има право на опште осигурање или здравствено осигурање за нову генерацију      | 12398    |
| 140 | Становништво које је било једном или није било у браку током 12 година и више                    | 7332     |
| 141 | Венчано или уједињено становништво од 12 година и више                                           | 11850    |
| 142 | Становништво које је било у браку или уједињено 12 година и више                                 | 2661     |
| 143 | Становништво са католичком религијом                                                             | 20428    |
| 144 | Протестанти, еванђелисти и библијски следбеници различити од еванђелиста                         | 3273     |
| 145 | Становништво са другим религијама различитим од претходних                                       | 0        |
| 146 | Становништво без религије                                                                        | 7026     |
| 147 | Укупно пописаних домаћинства                                                                     | 7030     |
| 148 | Пописна домаћинства на челу са мушкарцима                                                        | 5081     |
| 149 | Пописна домаћинства на челу са женама                                                            | 1949     |
| 150 | Становништво у пописним домаћинствима                                                            | 30760    |
| 151 | Становништво у пописним домаћинствима на челу са мушкарцима                                      | 22201    |
| 152 | Становништво у пописним домаћинствима на челу са женама                                          | 8559     |
| 153 | Укупно домаћинстава                                                                              | 8150     |
| 154 | Укупно насељених домаћинстава                                                                    | 7046     |
| 155 | Укупно приватних кућа                                                                            | 8134     |
| 156 | Насељени приватни домови                                                                         | 7030     |
| 157 | Укупно насељених приватних кућа                                                                  | 7040     |
| 158 | Ненасељене приватне куће                                                                         | 621      |
| 159 | Појединачна домаћинства за привремену употребу                                                   | 483      |
| 160 | Становници у насељеним приватним кућама                                                          | 30760    |
| 161 | Насељеност станара у приватним становима                                                         | 4.38     |
| 162 | Просечно становника по соби у приватним насељеним домаћинствима                                  | 1.59     |
| 163 | Појединачна домаћинства са подовима од различитих материјала од земље                            | 4972     |
| 164 | Појединачна домаћинства у приземљу                                                               | 2021     |
| 165 | Појединачна домаћинства са једном спаваћом собом                                                 | 3727     |
| 166 | Појединачна домаћинства са две спаваће собе и више                                               | 3264     |
| 167 | Појединачна домаћинства са једним собом                                                          | 1340     |
| 168 | Појединачна домаћинства са две собе                                                              | 1904     |
| 169 | Појединачна домаћинства са 3 собе и више                                                         | 3743     |
| 170 | Појединачна домаћинства која имају електрично светло                                             | 6711     |
| 171 | Појединачна домаћинства која немају електрично светло                                            | 276      |
| 172 | Појединачна домаћинства која имају водоводну воду у стамбеном простору                           | 6848     |
| 173 | Појединачна домаћинства која немају водоводну воду у стамбеном простору                          | 143      |
| 174 | Појединачна домаћинства која имају тоалет                                                        | 6637     |
| 175 | Појединачна домаћинства која имају канализацију                                                  | 4674     |
| 176 | Појединачна домаћинства која немају канализацију                                                 | 2313     |
| 177 | Појединачна домаћинства која имају електрично светло, довод воде из јавне мреже и канализацију   | 4622     |
| 178 | Појединачна домаћинства без икаквих услова                                                       | 364      |
| 179 | Појединачна домаћинства која имају радио                                                         | 3646     |
| 180 | Појединачна домаћинства која имају телевизор                                                     | 6161     |
| 181 | Појединачна домаћинства која имају фрижидер                                                      | 5220     |
| 182 | Појединачна домаћинства која имају машину за веш                                                 | 3001     |
| 183 | Појединачна домаћинства која имају аутомобил или комби                                           | 2344     |
| 184 | Појединачна домаћинства која имају рачунар                                                       | 792      |
| 185 | Појединачна домаћинства која имају фиксну телефонску линију                                      | 1656     |
| 186 | Појединачна домаћинства која имају мобилни телефон                                               | 4617     |
| 187 | Појединачна домаћинства која имају приступ интернету                                             | 396      |
| 188 | Величина локације                                                                                | 9        |